# Biastes brevicornis
Biastes brevicornis är en biart som först beskrevs av Georg Wolfgang Franz Panzer 1798.  Biastes brevicornis ingår i släktet Biastes och familjen långtungebin. Inga underarter finns listade.

## Bildgalleri

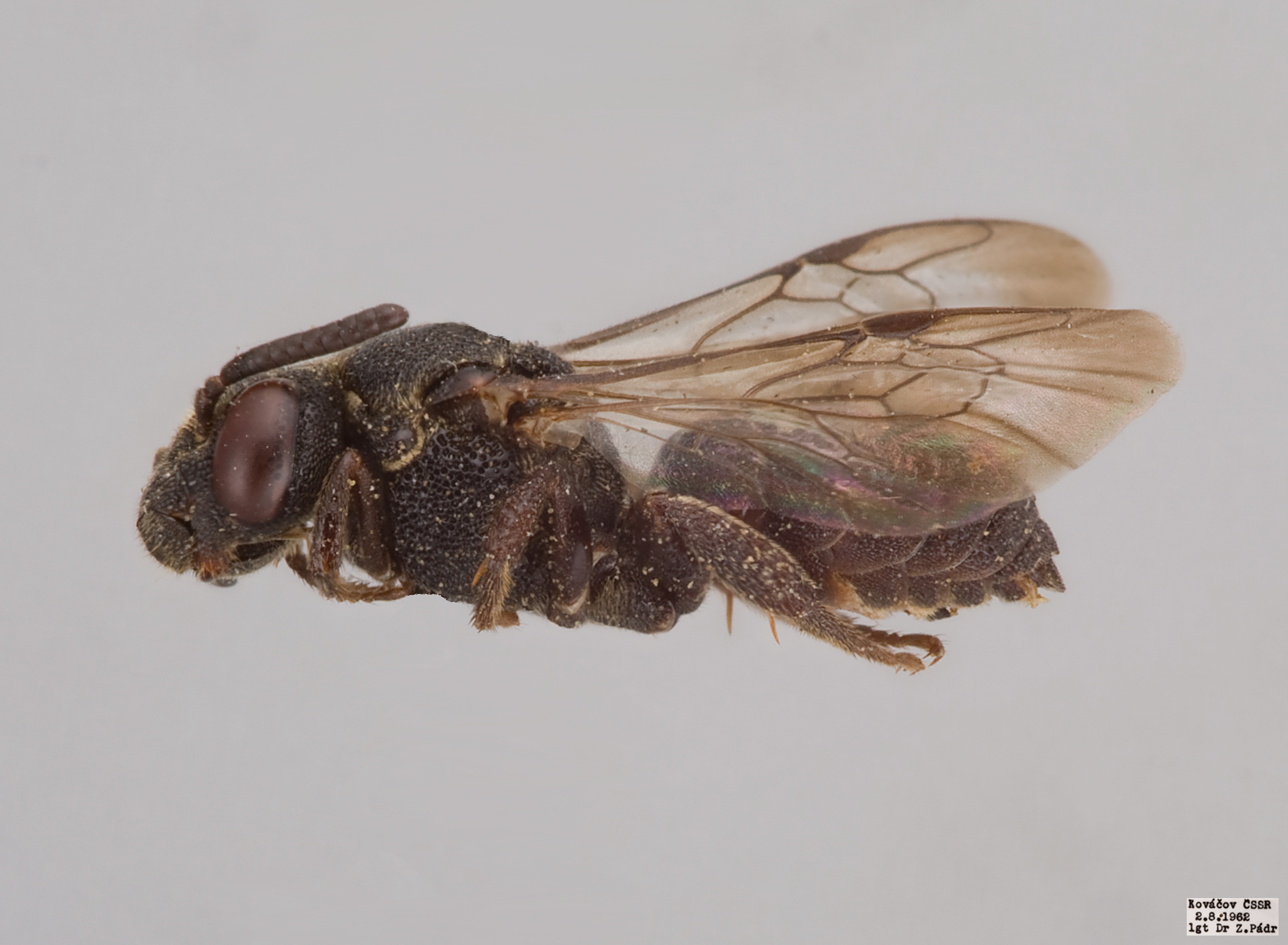